# 北京站街

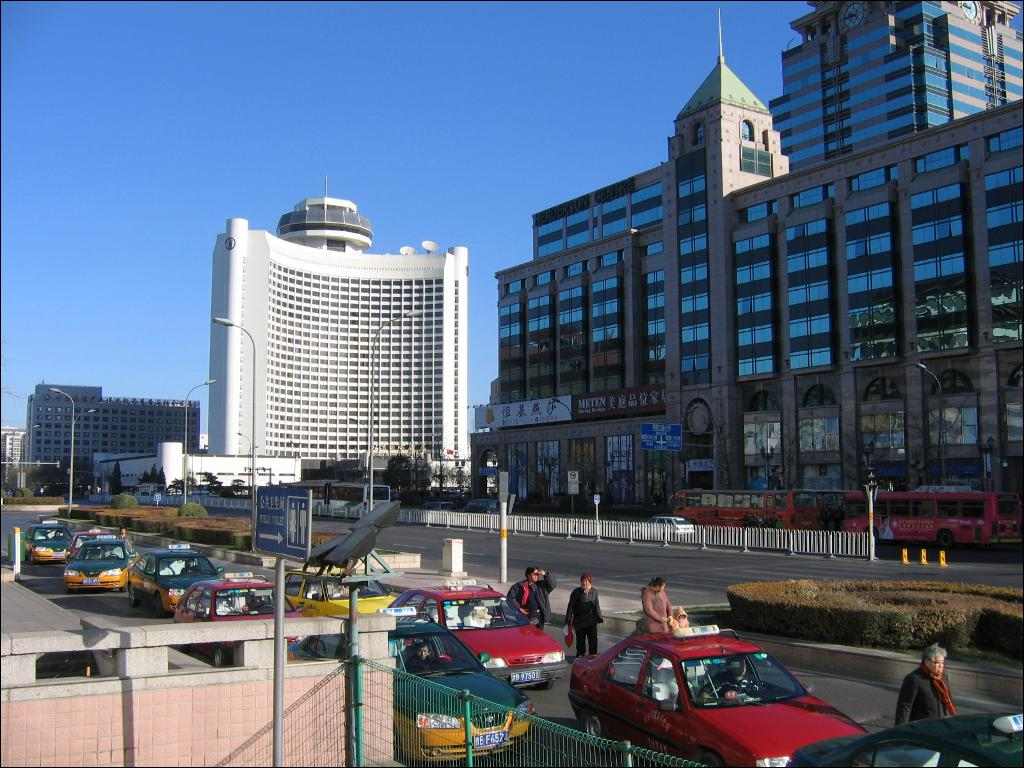
2007年的北京站街，右侧为恒基中心，远处白色建筑为北京国际饭店

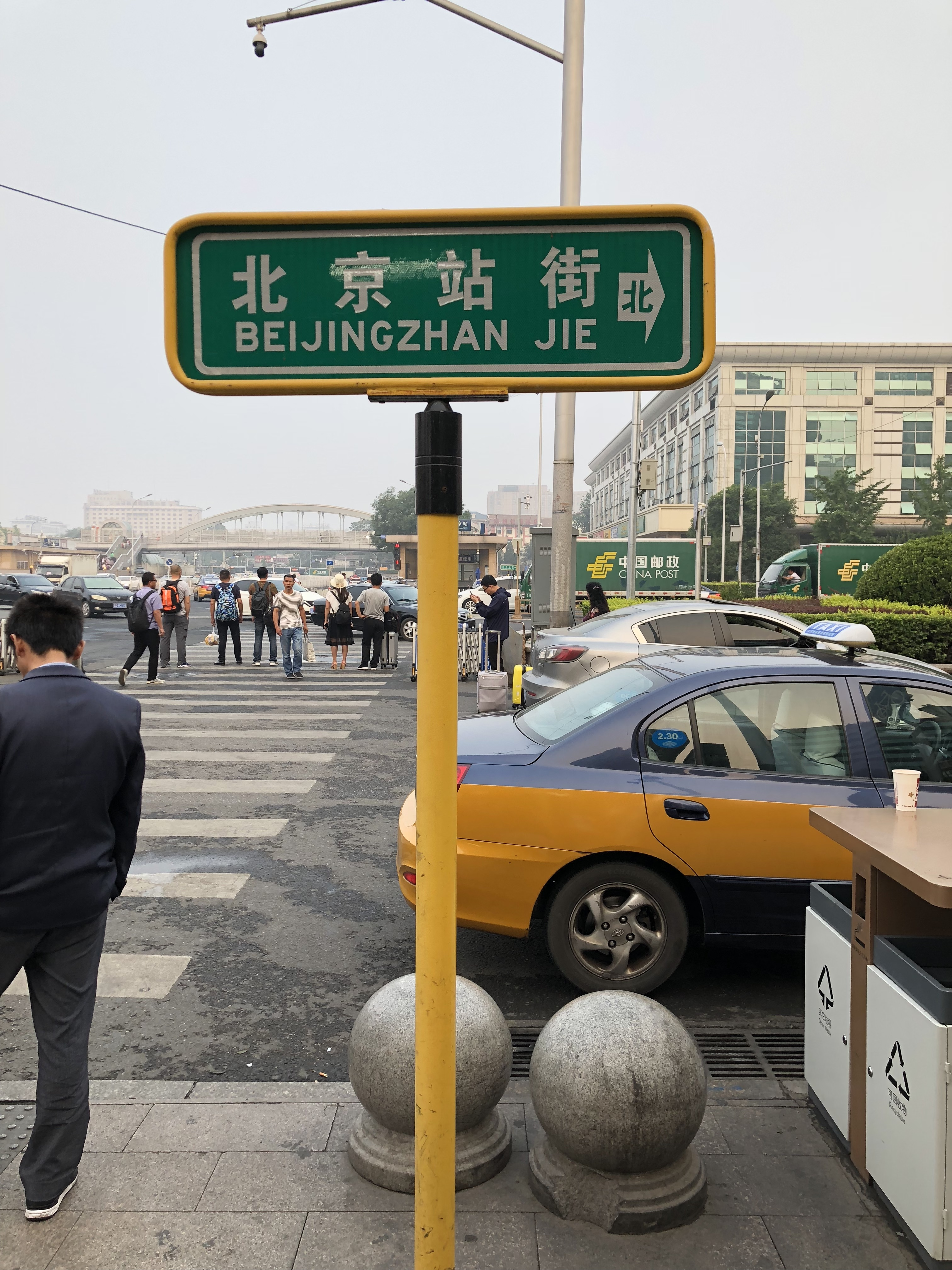

39°54′19″N 116°25′15″E / 39.90532°N 116.42085°E
北京站街是位于北京市东城区东部的一条道路。

## 简介
北京站街北起建国门内大街，与朝阳门南小街链接，南达北京火车站前广场。由于南端为北京火车站而得名。明朝称“闹市口”、“沟沿”。清朝称“闹市口”、“沟沿头”。原来闹市口在北，沟沿头在南。闹市口是一条有许多店铺的小巷，故得名闹市口。沟沿是一条南北流向的水沟，故得名沟沿。
北京站位于北京站街南口。北京火车站始建于光绪二十七年（1901年），原来位于前门，即京奉铁路正阳门东车站。中华人民共和国成立后，原车站不够用，故政府决定修建新车站。1959年1月20日，正式动工兴建，拆除了南城根、西复兴里、复兴里、梅竹胡同、二眼井等胡同，并且将毛家湾等七条胡同部分拆除，仅用七个月零二十天，便于同年9月10日建成完工，9月15日正式运营。中国共产党中央委员会主席毛泽东为该火车站亲笔题写了“北京站”站名。北京站是中华人民共和国建国十周年十大建筑之一。